# Langres-fennsík
A Langres-fennsík (franciául plateau de Langres) természeti régió (région naturelle), alacsony erdős fennsík Franciaország északnyugati részén. Területén létesítették 2019-ben Franciaország sorrendben tizenegyedik nemzeti parkját.
Langres városról kapta a nevét, mely a fennsík keleti szélén helyezkedik el.

## Ismertetése
A mészkőfennsík a Morvan-vogéz „küszöb” közepén, két közigazgatási régió határán helyezkedik el: Burgundia-Franche-Comté régióban Côte-d’Or megye északi részét és a Grand Est régióhoz tartozó Haute-Marne megye délnyugati részét foglalja el, többnyire 400-500 m magasságban. Délnyugaton az Auxois-vidék választja el a Morvan-hegységtől, északkeleten  körülbelül Neufchâteau-ig terjed, keleten meredeken ereszkedik le a Saône völgye felé.
Két legmagasabb csúcsa Haute-Marne megyében van: Haut du Sec (516 m), Haut de Baissey (523 m). Más forrás szerint a fennsík legmagasabb pontja a roche Aigüe (604 m, Côte-d’Or megye).
A fennsík a Párizsi-medencét és a Saône völgyét választja el, és három tenger vízválasztóját képezi. Több nagy folyó ered lejtőin, köztük az Északi-tengerbe ömlő Maas (franciául Meuse); a La Manche–Atlanti-óceánba torkolló Szajna és két nagy jobb oldali mellékfolyója, a Marne és az Aube; valamint a Vingeanne és a Tille, melyek vize a Földközi-tengerbe vezető Saône–Rhône folyórendszert táplálja.
2019-ben a fennsík területén hozták létre Parc national de forêts néven (Erdei nemzeti park) Franciaország időrendben 11. nemzeti parkját. Ez az ország legészakibb nemzeti parkja, amely deklaráltan a helyi erdők védelmét szolgálja.

## Éghajlata
A Langres-fennsík az óceáni és az kontinentális éghajlati övezet határán terül el, és fél-kontinentálisnak mondható. Hűvös éghajlatát jellemzi a 10 °C-os átlaghőmérséklet (1981 és 2010 között). A csapadékos napok száma magas: évi 160-175 esős nap és 20-30 havas nap. A domborzati viszonyok azonban sok helyen lokális (helyi) éghajlat kialakulását eredményezik, amit az erdővel fedettség mértéke is befolyásolhat.